# NGC 1922
NGC 1922 је расејано звездано јато у сазвежђу Златна риба које се налази на NGC листи објеката дубоког неба.
Деклинација објекта је - 69° 30' 6" а ректасцензија 5h 19m 50,0s. Привидна величина (магнитуда) објекта NGC 1922 износи 11,5. NGC 1922 је још познат и под ознакама ESO 56-SC103.